# De Mysteriis Dom Sathanas
Pour les articles homonymes, voir De Mysteriis.
Albums de Mayhem
Live in Leipzig
(1993) Dawn of the Black Hearts
(1995)
De Mysteriis Dom Sathanas est le premier album longue durée du groupe de black metal norvégien Mayhem. La composition a débuté en 1987, mais en raison du suicide du chanteur Per Yngve Ohlin puis de l'assassinat du guitariste Euronymous, la sortie a été retardée jusqu'à mai 1994.

## Développement de l'album
Pour l'enregistrement de l'album, Euronymous engagea le chanteur Attila Csihar (du groupe hongrois Tormentor), pour remplacer le défunt Per Yngve Ohlin. Début 1992, Varg Vikernes (qui avait son groupe Burzum, et connu sous son pseudonyme Count Grishnackh) devient bassiste après le départ de Jørn Stubberud. L'enregistrement se fait au studio Grieghallen à Bergen. Snorre Westvold Ruch alias Blackthorn (du groupe Thorns) termina les textes incomplets.
Il regroupe les derniers textes écrits par Per Yngve Ohlin, dit Dead, avant son suicide, et les derniers enregistrements d'Øystein Aarseth, dit Euronymous, avant son assassinat, qui arriva avant l'achèvement du disque, le mixage n'étant pas terminé.
Les parties basses furent d'ailleurs réalisées par Varg Vikernes. Les parents d'Euronymous, mort assassiné par Vikernes, demandèrent le réenregistrement des parties de basse en question, ce que le batteur Jan Axel Blomberg, dit Hellhammer promit. Mais l'enregistrement ne fut cependant jamais retouché et l'album sortit avec les parties jouées par Varg.

## Réception
L'album est acclamé comme un chef-d'œuvre du black metal, de par sa musique unique, ses textes sombres, son ambiance glaciale et le talent de ses géniteurs.
Considéré comme l'une des pièces les plus abouties du genre, l'album est souvent cité comme référence par des musiciens et des groupes actuels. Il est pourtant critiqué par les fans de la première heure, considérant l'interprétation d'Attila inférieure à celle de Dead.
Le site IGN l'inclut dans son classement des 10 meilleurs albums de black metal.

## Jaquette et titre

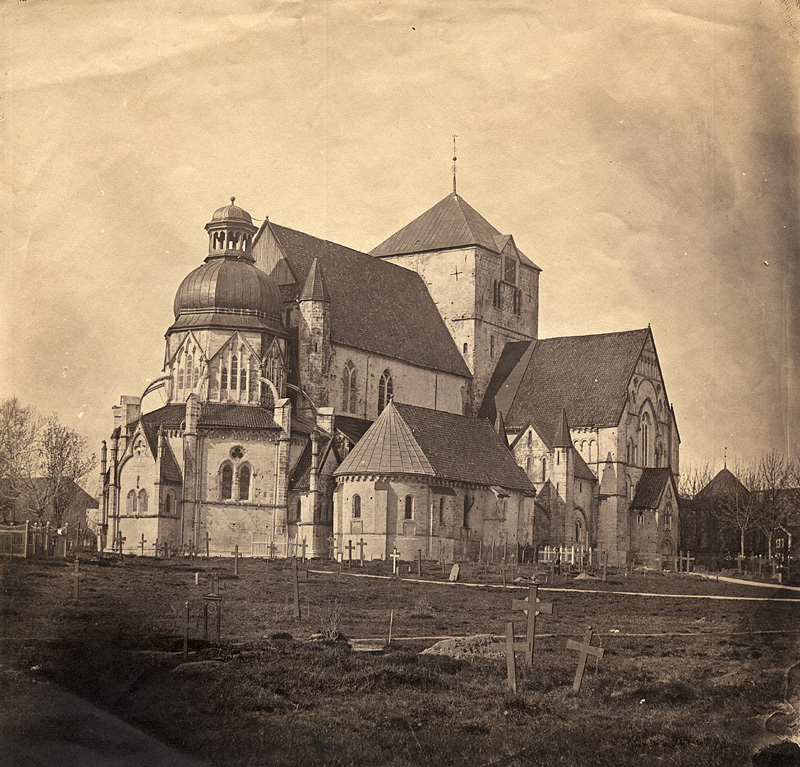
La cathédrale de Nidaros en 1857.

Le titre De Mysteriis Dom Sathanas signifie en latin « À propos des mystères du seigneur Satan », bien que la forme exacte devrait être De Mysteriis Domini Satanae. La jaquette est une photographie monochrome de la Cathédrale de Nidaros à Trondheim en Norvège. Cette cathédrale aurait d'ailleurs été une cible prévue parmi les nombreux attentats par le feu commis sur des églises par certains membres de la scène black metal norvégienne dans les années 90.

## Titres
1. Funeral Fog
2. Freezing Moon
3. Cursed in Eternity
4. Pagan Fears
5. Life Eternal
6. From the Dark Past
7. Buried by Time and Dust
8. De Mysteriis Dom Sathanas

## Membres
Mayhem
- Attila Gábor Csihar : Chant (non crédité)
- Øystein Aarseth (Euronymous) (décédé en 1993) : Guitare
- Varg Vikernes (Count Grishnackh) : Basse (non crédité)[4]
- Jan Axel Blomberg (Hellhammer) : Batterie

Personnel divers
- Snorre Ruch (Blackthorn) : a écrit certaines des paroles et des riffs de guitare pour les chansons qui n'ont pas été enregistrées auparavant[5]. From the Dark Past" présente des riffs tirés de la démo de son groupe Thorns "Grymyrk"[6].
- Jørn Stubberud (Necrobutcher) : a écrit une partie de la musique et des paroles de chansons précédemment publiées ainsi que les paroles de Cursed in Eternity[7].
- Per Yngve Ohlin (Dead) (décédé en 1991) : Paroles
- Jørgen Lid Widing : Photographie de la pochette.

- Eirik Hundvin, Øystein Aarseth & Jan Axel Blomberg : Production & mixage